# Жигайловка (Тростянецкий район)
Жигайловка (укр. Жигайлівка) — село,
Жигайловский сельский совет,
Тростянецкий район,
Сумская область,
Украина.
Код КОАТУУ — 5925082401. Население по переписи 2001 года составляло 1036 человек.
Является административным центром Жигайловского сельского совета, в который не входят другие населённые пункты.

## Географическое положение
Село Жигайловка находится на берегу реки Боромля,
выше по течению на расстоянии в 4 км расположено село Ясенок (Краснопольский район),
ниже по течению на расстоянии в 1 км расположено село Шевченков Гай.
На реке и на протекающих по селу ручьях несколько запруд.

## Объекты социальной сферы
- Школа.

## Достопримечательности
- В слободе Жигайловка 12 октября 1787 в 15 часов упал каменный метеорит-хондрит весом 1552 грамм, получивший название Жигайловка.

## Известные уроженцы
- Шульга, Семён Никифорович (1912 — 1960), Герой Советского Союза (1945)